# Culture de Capo Graziano
Pour les articles homonymes, voir Graziano.

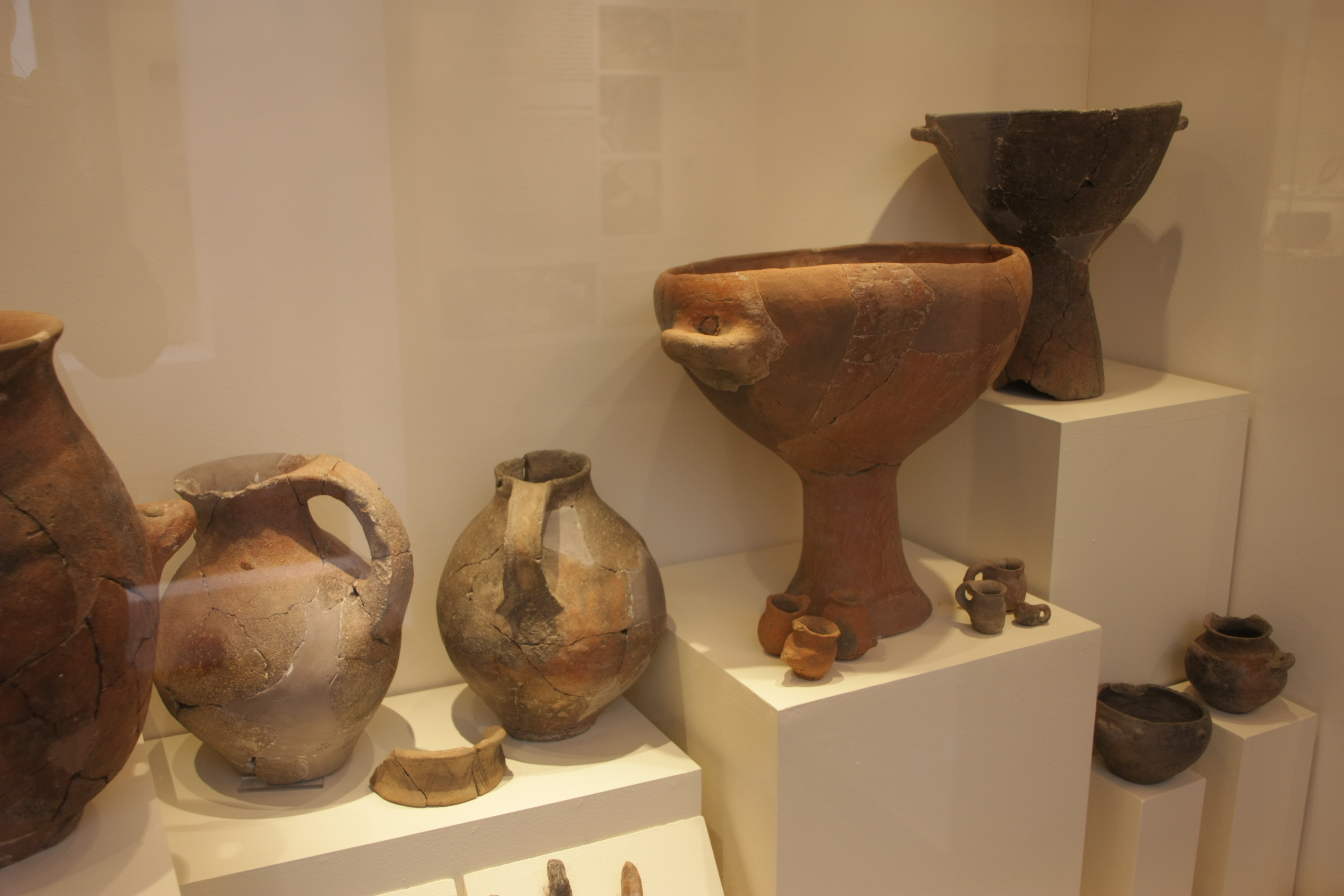

La céramique de Capo Graziano (de) est une céramique sicilienne des îles Lipari représentative de la culture de Capo Graziano (IVe millénaire av. J.-C.).
La céramique de Capo Graziano est constituée de poteries souvent en forme de tasse et de bol à décor gravé de dessins géométriques.
Une céramique reprenant les mêmes caractéristiques que la céramique de Capo Graziano existe à Malte. Elle est représentative de la phase préhistorique maltaise des cimetières de Tarxien 2 500 – 1 500 av. J.-C..